# Lijndenia greenwayi
Lijndenia greenwayi là một loài thực vật có hoa trong họ Mua. Loài này được (Brenan) Borhidi mô tả khoa học đầu tiên năm 1993.